# 北京红旗越剧团
北京红旗越剧团，原为北京市的一个越剧剧团，已经撤销。红旗越剧团成立于1960年，由上海天鹅越剧团和浙江湖州越剧团合并组建。1963年，划归文化部。1975年，剧团被撤消；1978年，剧团重建；1985年，剧团撤销建制。主要演员有陈少鹏、丁苗芬、林黛青、徐小兰等。歌手李玲玉、87版红楼梦电视剧惜春扮演者胡泽红皆曾在该剧团工作。